# Heterotaxis sessilis
Heterotaxis sessilis är en orkidéart som först beskrevs av Olof Swartz, och fick sitt nu gällande namn av Fábio de Barros. Heterotaxis sessilis ingår i släktet Heterotaxis och familjen orkidéer. Inga underarter finns listade i Catalogue of Life.

## Bildgalleri

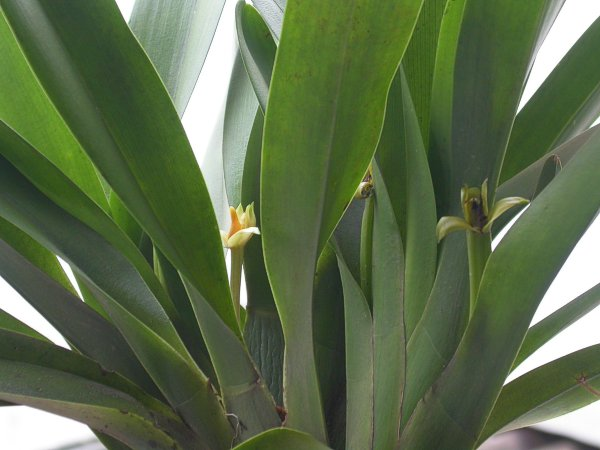
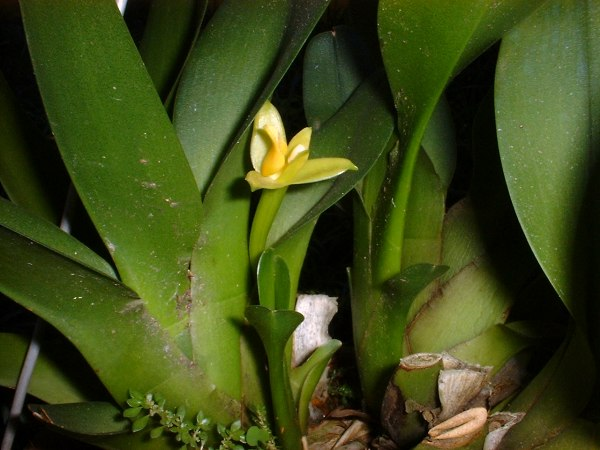
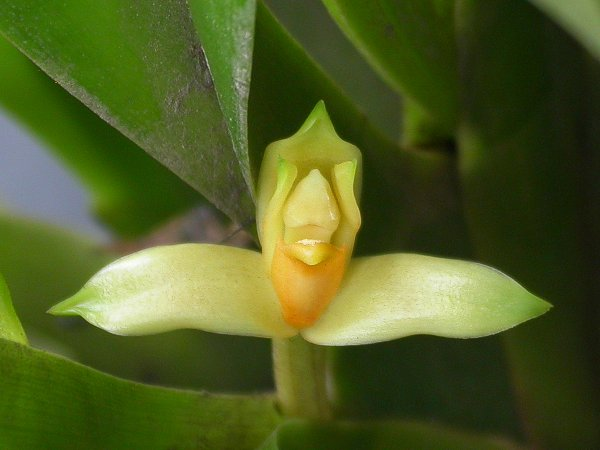
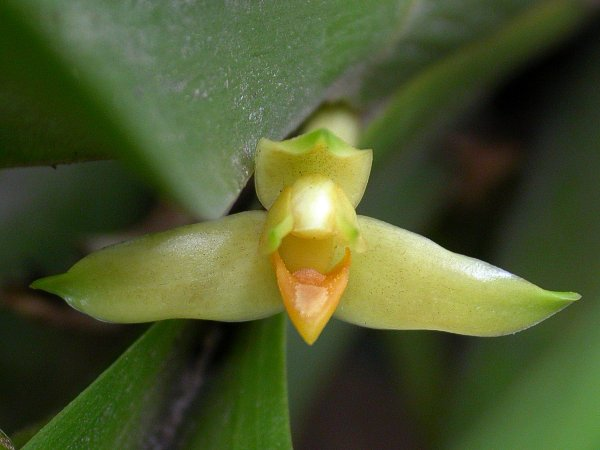
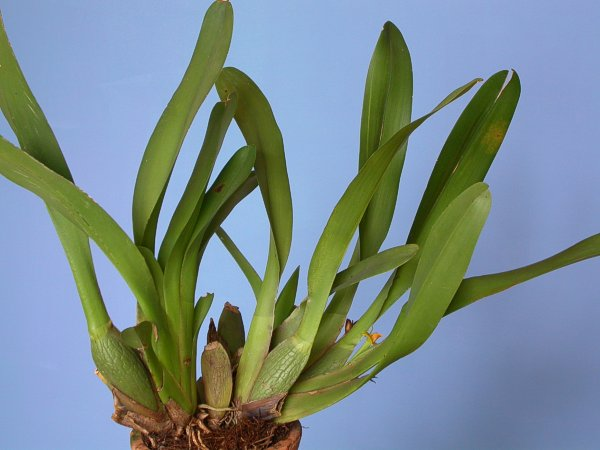
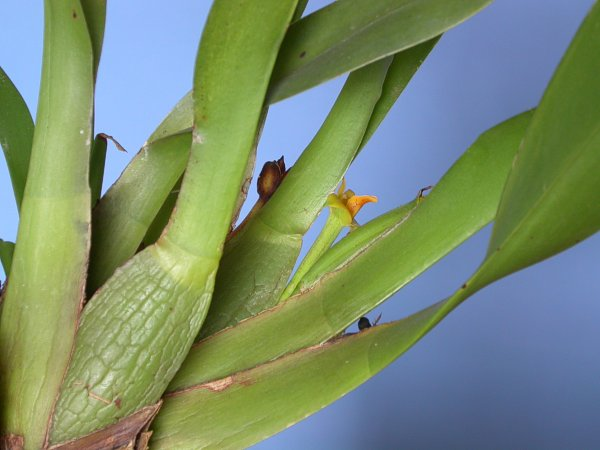